# Elisabeth Nobiling

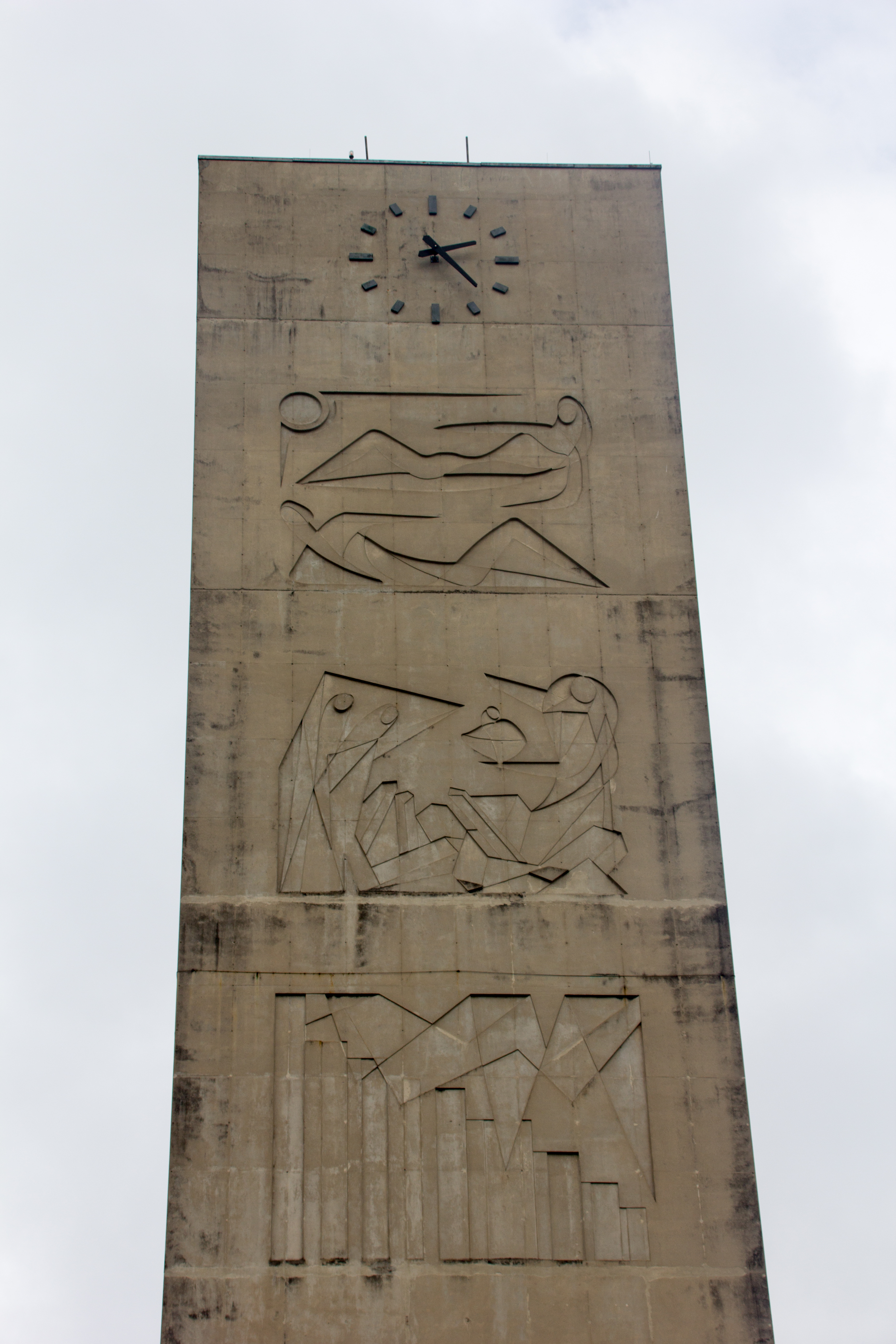
Der Uhrenturm (Torre do relógio) in der Cidade Universitária Armando de Salles Oliveira ist ein Werk Nobilings.

Olga Elisabeth Magda Henriette Nobiling (* 9. Dezember 1902 in São Vicente; † 5. Mai 1975 in São Paulo) war eine brasilianische Bildhauerin, Keramikerin und Grafikerin.

## Familie
Elisabeth Nobiling ist Tochter des, dem Vorbild seiner Schwester Magda folgend, 1891 nach São Paulo ausgewanderten Deutschen Theodor Nobiling (1864–1926), Sohn des gleichnamigen Hamburger Kaufmanns (1815–1889). Er arbeitete zunächst für die Firma Zerrenner, Buelow & Cia. Später wurde er Teilhaber und leitete die Zweigstelle in Santos. Er war auch Honorarkonsul der Niederlande in Santos und wirkte, teils als Vorsitzender, bei diversen deutsch-migrantischen Institutionen wie der deutschen Schule. Aus der Ehe mit Rosa, geb. Fenchel (1863–1907) war Elisabeth das jüngste von fünf Kindern.
Ihre Tante Magda (1863–1950) war mit dem deutsch-brasilianischen Apotheker und Politiker Henrique Schaumann verheiratet, nach dem eine Straße in São Paulo benannt ist. Ihr Onkel Oskar Nobiling war Romanist und wirkte auch in Brasilien. Ihr Onkel Hans Nobiling war ein bedeutender Pionier der brasilianischen Fußballgeschichte.
Elisabeth Nobiling heiratete am 21. März 1944 in São Paulo den in Leoben, Österreich, gebürtigen Grafen Hubertus von Schoenfeldt (* 1902). Die Ehe blieb kinderlos.

## Künstlerische Laufbahn
Nobiling studierte u. a. bei Edwin Scharff und Klipech in Deutschland, ehe sie 1934 nach Brasilien zurückkehrte. Dort arbeitete sie mit Victor Brecheret zusammen und schloss sich der Künstlergruppe Grupo dos Sete an. Ende der 1940er-Jahre war sie Dozentin am Museu de Arte Moderna do Rio de Janeiro. 1953 wurde sie Dozentin an der Architektur- und Urbanismusfakultät der Universität von São Paulo.
Sie war auf der ersten und zweiten Biennale von São Paulo 1951 und 1953 vertreten.